# Manlay
Manlay é uma comuna francesa na região administrativa da Borgonha-Franco-Condado, no departamento de Côte-d'Or. Estende-se por uma área de 18,42 km². Em 2010 a comuna tinha 184 habitantes (densidade: 10 hab./km²).